# Estación de María Tudor
María Tudor es una estación de la línea ML-1 de Metro de Madrid, perteneciente al Metro Ligero, situada bajo la calle del mismo nombre en el área residencial de Sanchinarro del barrio de Valdefuentes (Hortaleza). Fue inaugurada el 24 de mayo de 2007.
Su tarifa corresponde a la zona A según el Consorcio Regional de Transportes.

## Accesos
Vestíbulo María Tudor
- María Tudor C/ María Tudor, s/n (frente a esquina C/ Leonor de Austria)
- Ascensor C/ María Tudor, s/n (frente a esquina C/ Leonor de Austria)

Vestíbulo Catalina de Austria
- Catalina de Austria C/ María Tudor, s/n (frente a esquina C/ Catalina de Austria)

## Líneas y conexiones

### Metro Ligero
| << cabecera        | < estación    | línea | estación >   | cabecera >> |
| ------------------ | ------------- | ----- | ------------ | ----------- |
| Pinar de Chamartín | Blasco Ibáñez |       | Palas de Rey | Las Tablas  |

### Autobuses
| Diurnos                                                                                       |                            |                                     |          |
| Línea                                                                                         | Destino                    | Parada                              | Operador |
| 155B                                                                                          | El Encinar de los Reyes    | 3784 MARIA PORTUGAL-MARGARITA PARMA | Interbus |
| 155B                                                                                          | Madrid (Plaza de Castilla) | 3785 MARIA PORTUGAL-MARGARITA PARMA | Interbus |
| NOTA: Las paradas 3784 y 3785 se encuentran a 250m de la boca de la estación de Metro Ligero. |                            |                                     |          |